# Petr Damián

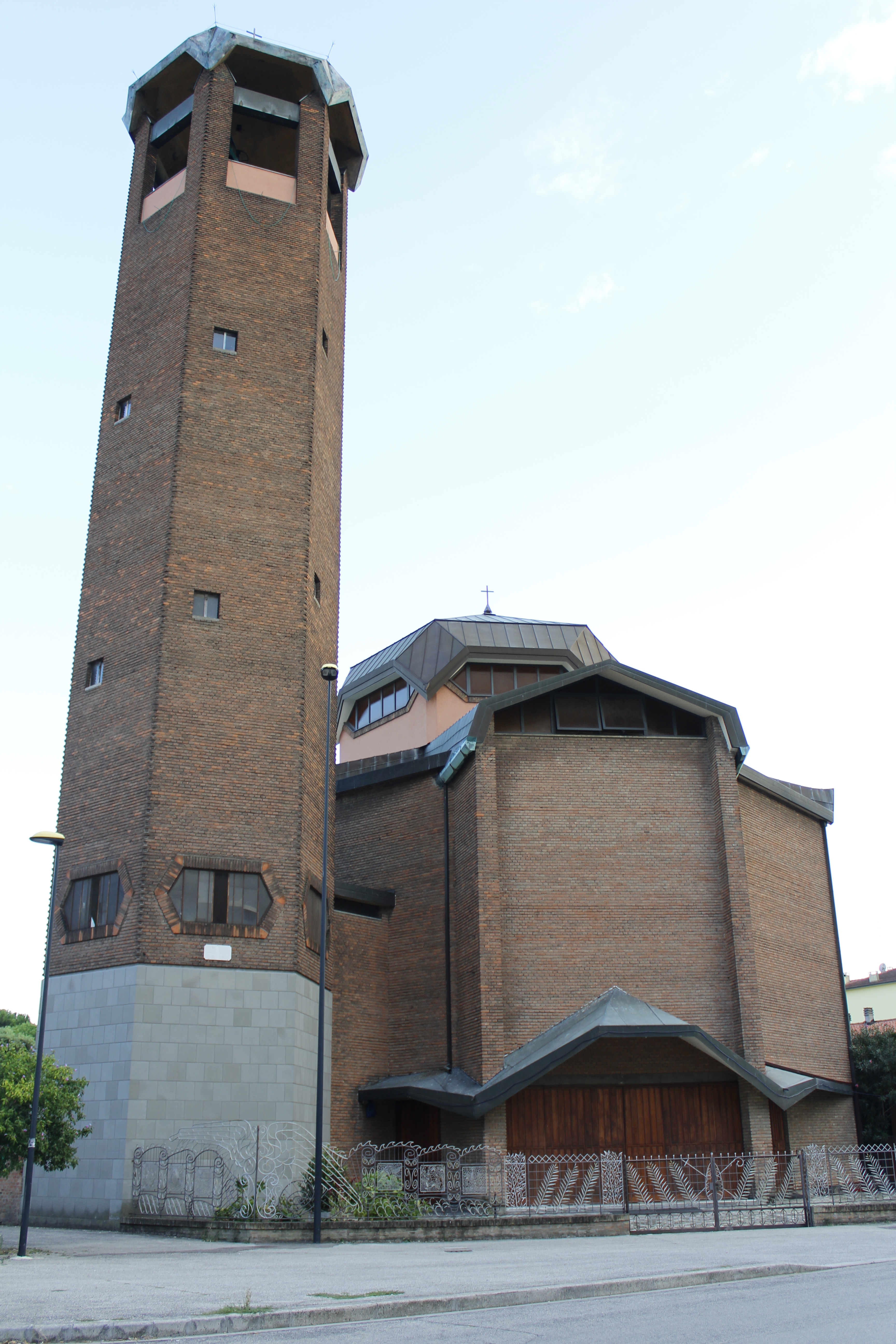
Chrám sv. Petra Damianiho v Ravenně

Svatý Petr Damiani (často jen Damián; it. Pier či Pietro Damiani; lat. Petrus Damianus; asi 1007 Ravenna – 22./23. února 1072 Faenza) byl italský středověký teolog a filozof, představitel rané scholastiky. Jako člen společenství poustevníků (kamaldulů) se podílel na reorganizaci mnišského života a na církevních reformách, stal se biskupem v Ostii a byl jmenován kardinálem. Katolickou církví je uctíván jako světec a jeho liturgická památka připadá na 21. únor. Byl prohlášen učitelem církve.

## Život
Pocházel z města Ravenny, kde se narodil asi v roce 1007 do početné rodiny. Při křtu dostal jméno Petr. Rodina patřila k privilegované společenské vrstvě, vlastnila nemalý majetek a pohybovala se ve vyšších městských a duchovních kruzích v Ravenně. Záhy mu však zemřeli oba rodiče. Měl sice několik starších sourozenců, ale ti se o něho zpočátku příliš nestarali. Nakonec se ho ujala jeho sestra Rosalinda a bratr Damián, který se mezitím stal knězem. S jeho podporou pak mohl i vystudovat. Z vděčnosti za otcovskou lásku tohoto staršího bratra nazýval se pak Petr po celý život Petr Damiani, což česky znamená „Petr Damianův" (tedy Damianův odchovanec).
Nejprve chodil do školy v Ravenně, pak pokračoval ve studiu svobodných umění ve Faenze a později v Parmě, která se stala v 11. století jedním z nejznámějších míst vzdělanosti v severní Itálii. Petr tam studoval ještě v roce 1034 a dosáhl velmi dobré úrovně vzdělání ve všech oblastech, v oborech trivia dokonce vynikal. Po dokončení studií působil Damiani v Ravenně jako magister svobodných umění a měl mnoho žáků. Netěšil se však slávou ani bohatstvím a posléze dospěl k názoru, že štěstí nespočívá v bohatství, ani v učenosti, ani ve světských rozkoších. Začal pomýšlet na spásu své duše a na věčnost. Postupně navykl tuhé kázni, nosil pod oděvem žíněný pás, přísně se postil a odpíral si spánek.
Nakonec odešel do společenství poustevníků (kamaldulů) ve Fonte Avellana v regionu Marche (1035). V roce 1043 se tam stal převorem a velmi přispěl k prohloubení řeholního života. Pod jeho vedením toto středisko kamaldulů značně vzrostlo a založilo několik poboček ve střední Itálii. Pro tyto kláštery napsal Petr řadu příruček o mnišském a poustevnickém životě.
Neleželo mu však na srdci jen dobro řeholníků, ale dobro celé církve. Proto bojoval proti zlořádům tehdejší doby a využíval všechny příležitosti na podporu církevních reforem. Udržoval styky s německým císařským dvorem, především s císařem Jindřichem III. Papež Lev IX. a jeho nástupce Viktor II. ho často pověřovali různými úkoly a radili se s ním v záležitostech církevní reformy. Papež Štěpán IX. jmenoval Petra v roce 1057 kardinálem a biskupem ostijským. Ve službách u papežského dvora uplatnil své velké nadání a horlitelskou snahu zbavit církev všeho, co ji morálně ohrožovalo. V Římě úzce spolupracoval s církevním reformátorem Hildebrandem, který se později stal papežem Řehořem VII. V roce 1063 se setkal s císařovnou Anežkou z Poitou a schválil její rozhodnutí vstoupit do kláštera. Jako zástupce římské kurie a papežův pověřenec vykonal Damiani řadu náročných diplomatických poslání. Kromě úspěchů zažil Petr i několik trpkých zklamání, což patrně přispělo k tomu, že se v roce 1066 zřekl ostijského biskupství a s papežovým souhlasem se vrátil do kláštera ve Fonte Avellana.
V klášteře žil dle přísných řeholních pravidel, bičoval své tělo a dal se bičovat i od jiných; před vánočními a velikonočnímu svátky po tři dny nepožil žádný pokrm. Ve volných chvílích sbíral dříví nebo rostliny a zhotovoval dřevěné lžíce, které dával lidem darem. Ale papež ho i potom občas pověřoval dalšími úkoly. V roce 1066 Petr navštívil také klášter Montecassino, kde přiměl mnichy k přísnějšímu životu, jmenovitě k tomu, aby se v pátek o chlebě a vodě postili a svá těla vzájemně bičovali. Pravidelné páteční bičování naráželo občas na pochybnosti a reptání mnichů, ale Damiani přísnou askezi ospravedlňoval a zdůrazňoval hodnotu disciplíny.
Poslední cestu vykonal na příkaz papeže Alexandra II. do Ravenny, aby toto město, stižené klatbou, opět s papežem smířil. Na zpáteční cestě z Ravenny Petr Damiani zemřel. Stalo se tak v noci z 22. na 23. únor 1072 v benediktinském klášteře ve Faenze. V tamním kostele ho i pochovali.

## Dílo, názory
Damiani prosazoval etický rigorismus, hlásal tvrdý způsob odříkání, přísný asketismus a svatou jednoduchost, která byla hluboce zakořeněná v dokonalé víře a v absolutní důvěře ve všemohoucího Boha. Byl také plodným spisovatelem. Z jeho literárního díla se zachovalo mnoho důležitých dopisů, dále traktáty, příručky mnišského života, desítky kázání, několik životopisů svatých, asi 240 básní, epigramy, modlitby, mešní formuláře.

### Boj za upevnění celibátu a proti zlořádům v životě duchovenstva
Damiani razantně vystupoval na obhajobu celibátu. Byl autorem řady spisů, ve kterých odsuzoval kněžská manželství, která se tehdy ještě občas vyskytovala, a přirovnával je ke smilstvu. Pro papeže Mikuláše II. napsal práci De caelibatu sacerdotum [O celibátu kněží] a proti ženatým kněžím sestavil spis Contra intemperantes clericos [Proti nezdrženlivým duchovním]. Ženaté kněze káral tvrdými slovy, ale ještě ostřejší výrazy měl pro jejich manželky: označoval je za svůdkyně duchovních, smrt duší, za ďábelská těla, která odpuzují od ráje, za poběhlice a prostitutky. Damianiho hlavním argumentem pro úplnou sexuální zdrženlivost kléru byl požadavek kultické (rituální) čistoty duchovenstva.
Asi v letech 1049–1050 napsal spis Liber Gomorrhianus [Gomorská kniha] a věnoval ho papeži Lvu IX. Kniha byla nazvána podle Gomory, v bibli zmiňovaného města, které bylo Bohem zničeno pro nemravnost jeho obyvatel. V tomto díle se zabýval sexuálními poklesky mnichů a kněží a požadoval přísné tresty pro jejich pachatele. Speciálně pojednával o masturbaci a dále o homosexuálních stycích čili v tehdejší terminologii o sodomii (termín homosexualita vznikl až v 19. století). Rozeznával různé druhy homosexuálního jednání: vzájemnou masturbaci, soulož mezi stehna, anální styk (ten pokládal za nejhříšnější). Někteří duchovní sváděli k homosexuálnímu styku muže nebo chlapce, kteří se k nim přišli zpovídat. Takovéto kněze považoval Damiani za hodné obzvláštního opovržení.
V traktátu Liber Gratissimus [Nejmilejší kniha], jenž byl napsán kolem roku 1052, se zabýval problematikou svatokupectví.

### Životy svatých, snaha o zdokonalování řeholního života

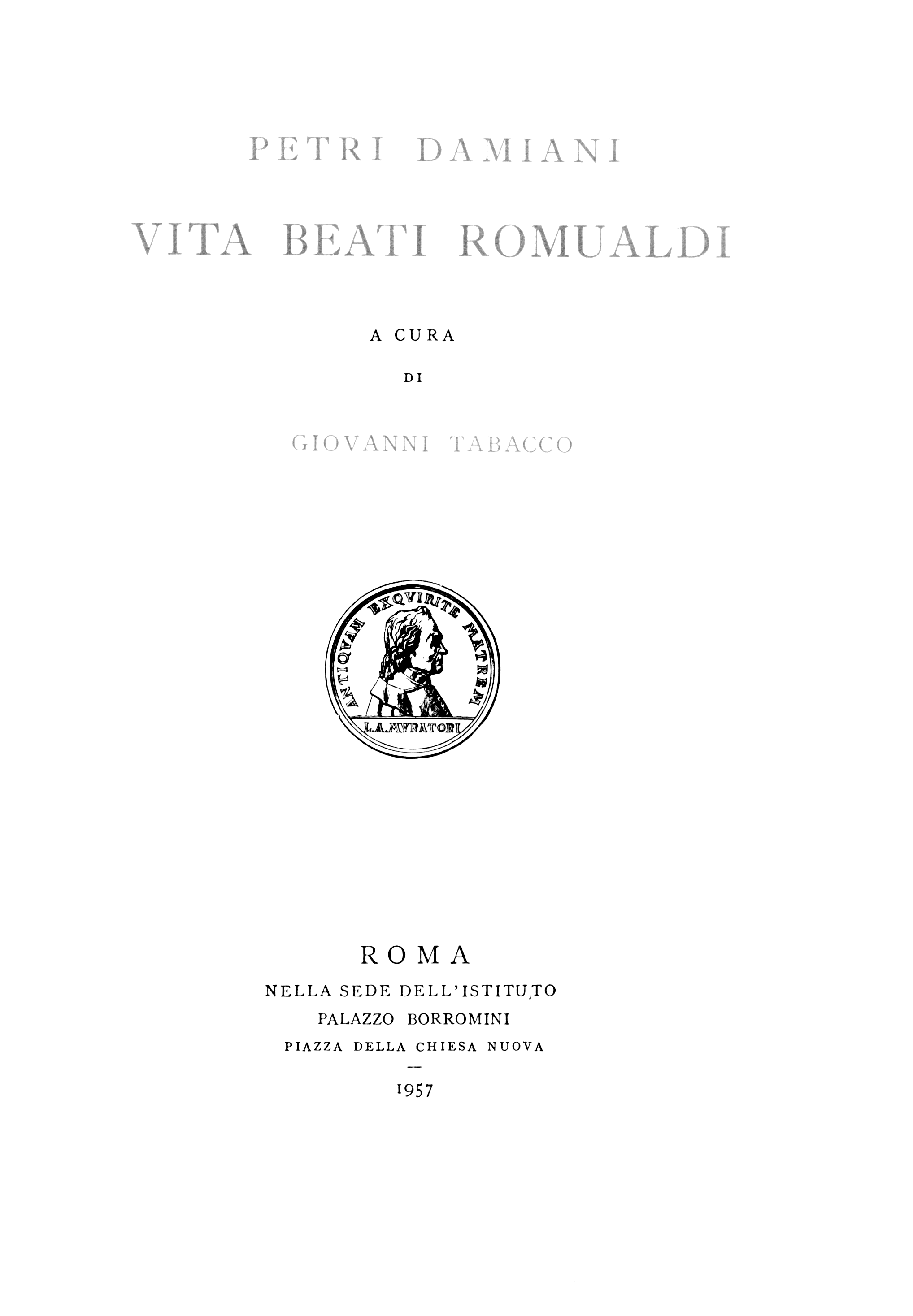
Vita Beati Romualdi

Z jeho hagiografické tvorby je nejdůležitější Vita Beati Romualdi [Život blahoslaveného Romualda]. Toto dílo napsal asi v roce 1042, tedy patnáct let po světcově smrti. Nejedná se o pouhé vylíčení Romualdova života a jeho boje se zlem, Damiani zde nastínil i podstatu a smysl poustevnického života. Napsal i životopis svatého Odila, opata v Cluny, jehož též považoval za svého učitele (Vita Odilonis). Na žádost papeže Alexandra II. vylíčil životy svých dvou zesnulých přátel, kteří byli považováni již krátce po smrti za světce: svatého Dominika Loricata a svatého Rudolfa, biskupa v Gubbiu (Vita sancti Rudolphi et sancti Dominici Loricati).
Řadu spisů zasvětil úsilí o reformu a zdokonalování řeholního života: De perfectione monachorum [O zdokonalování mnichů], Laus eremiticae vitae [Chvála poustevnictví], De contemtu mundi [O pohrdání světem] a další. S ohnivou horlivostí požadoval pro mnichy asketický způsob života a zavedl v klášterech i bičování.

### Filozofie a teologie
Historikové filosofie v souvislosti s 11. stoletím často hovoří jako o století sporů. Petr Damiani se osobně angažoval ve dvou sporech – totiž ve sporu mezi dialektiky a antidialektiky a sporu o výklad omnipotence Boží. V prvním z nich šlo o to, do jaké míry má být užívána dialektika (tj. logika, ale v širším významu celé dědictví antické filosofie) při řešení doktrinálních otázek, ve druhém o to, jak vykládat jeden z atributů Boha, totiž jeho všemohoucnost (omnipotenci).
Petr Damiani je představitelem tzv. antidialektiků. V dopise Dominus vobiscum ad Leonem eremitam [Pán s vámi Leonu poustevníkovi] odmítá Platóna a jeho astronomické teorie, kritizuje Pythagora a Eukleida, nic prospěšného nenachází v sylogismech rétorů či sofistů. Pozitivnějších slov nenachází ani pro peripatetiky. Ač sám dosáhl dobrého vzdělání, měl jen malé pochopení pro svobodná umění; říkal, že jsou zbytečná, neboť se nezabývají Bohem či spásou duše. Velmi ostře vystoupil proti všem, kdo opustili studium posvátného bohosloví a oddali se světským vědám. Prvním gramatikem byl prý ďábel, který řekl Adamovi „Budete jako Bohové" (Gen. 3:5 dle Vulgáty), čímž naučil lidstvo skloňovat slovo Bůh v plurálu. Má gramatika je Kristus, prohlašoval Damiani.
Dialektika (logika, filozofie) může být užitečná jen jako přípravná disciplína pro studium teologie, ale její využití v teologii je čistě podružné a podřadné. Existují meze, které dialektika nedokáže překročit, i nejvyšší principy rozumu mohou selhat při snaze aplikovat je v teologii. Damiani píše:
| „             | To, co odvozují argumenty dialektiků, nelze jednotně aplikovat na tajemství Boží moci. [...] Stane-li se, že je k prozkoušení svatého slova použita lidská teorie, nesmí si zpupně osobovat vládu, nýbrž musí jako služka pomáhat své paní s poddajností té, která slouží, a to z obavy, aby ji nepředběhla a pak nezabloudila. | “ |
| — Petr Damián | |   |

Lidské nauky jsou tedy podřízeny Božímu slovu, tak jako je služka podřízena své paní.
Skoro programovým textem, v němž poukázal na principiální nefunkčnost logiky, je otevřený dopis De divina omnipotentia [O božské všemohoucnosti], jenž bývá uváděn i jako Epistola de Dei omnipotentia [List o Boží všemohoucnosti]. Jde o dlouhý dopis z roku 1067, který je adresován Desideriovi, opatovi v Montecassinu, a týká se právě výkladu všemouhoucnosti Boha. Zde Petr zdůrazňuje, že řád, který je součástí světa, v němž žijeme, a který je mimo jiné recipován logikou, se nevymyká působení Boží všemohoucnosti. Pak ukazuje, že Bůh může učinit něco, co zdánlivě odporuje zákonům logiky - např. změnit minulost (způsobit, že Řím nikdy neexistoval či vrátit panenství padlé ženě). Změna ovšem probíhá výhradně z pohledu Boží všemohoucnosti a věčnosti. Z lidského pohledu by se taková změna projevila nejspíše tak, že by nikdy nedošlo k ničemu, co by mělo být měněno.
Damiani neuznával absolutní platnost filozofických (logických) zákonů, dokonce ani principu protikladu (sporu). Přirozený zákon s aristotelským principem nonkontradikce (neprotiřečení) vede k závěru, že "nemůže nebýt to, co je". Ale princip nonkontradikce je principem v oblasti stvoření, a proto nemůže svazovat Boha, který je stvořitelem přírody. Svrchovanost Boží všemohoucnosti není omezována přírodními ani logickými zákony, tedy ani zákonem sporu. Bůh nemůže být omezován vnějším zákonem, neboť je zdrojem veškeré zákonnosti. Proto Bůh může způsobit, že se nějaká historická událost dá „odčinit", že k ní nemusí vůbec dojít. A profesor Copleston k tomu dodává: „když se zdá, že už odporuje principu sporu, pak tím hůř po princip sporu: pouze to ukazuje podřadnost logiky ve srovnání s teologií".
Ve sporu o omnipotenci byl Petrovi ideovým protivníkem slavný Anselm z Canterbury.

## Úcta

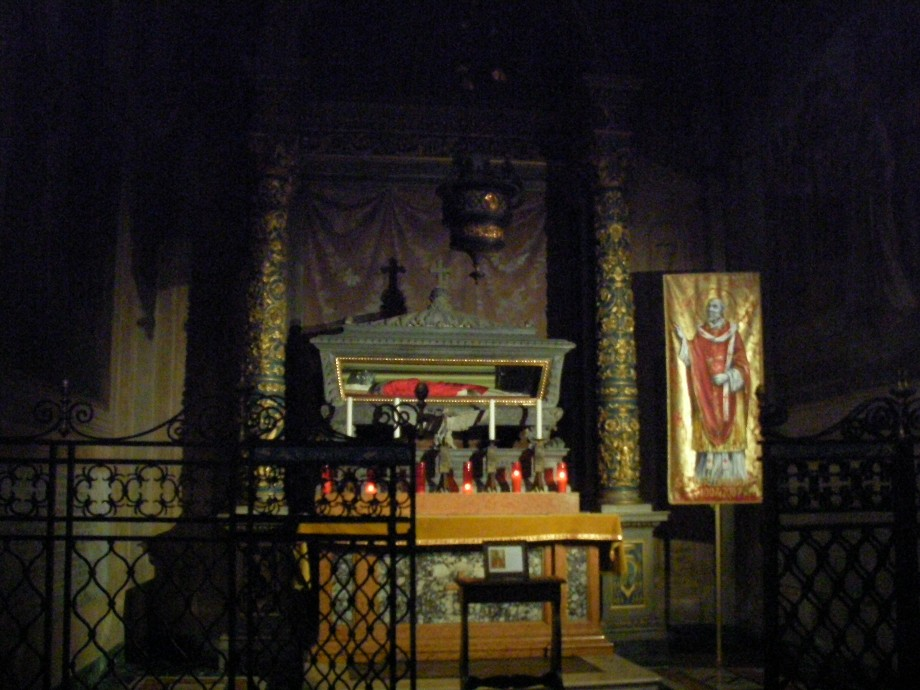
Katedrála ve Faenze: kaple sv. Petra Damianiho, v níž je uložena schránka s jeho ostatky

Petr Damiani byl pro svou učenost, mravní přísnost a apoštolskou horlivost nazýván již za svého života druhým Jeronýmem. Hned po smrti ho mnozí začali uctívat jako světce. I když se nikdy nekonal oficiální proces jeho svatořečení, papež Lev XII. v roce 1828 úctu k němu schválil, rozšířil ji na celou církev a navíc ho prohlásil učitelem církve. Liturgická památka připadala původně na 23. únor, papež Pavel VI. ji přeložil na 21. únor. Je považován za ochránce proti bolení hlavy. Zobrazován bývá jako kardinál a biskup s mitrou a se vznášejícím se kardinálským kloboukem. Jeho hrob se v současné době nachází v katedrále sv. Petra apoštola ve Faenze.

## Zajímavosti
- Dante nechává sv. Petra Damianiho promluvit v Božské komedii, a to v XXI. zpěvu Ráje.
- Jaroslav Vrchlický má o světci pozoruhodnou epickou báseň ve sbírce Zlomky epopeje.[40]
- Do češtiny byl Damiani překládán již v 2. polovině XIV. století, kdy vznikly staročeské Životy svatých Otců. V rámci této sbírky byl přeložen i jeho spis Laus eremiticae vitae [Chvála poustevnictví], a to pod názvem „O svatém pústennictví".[41] [42]
- Damianiho spis Epistola de Dei omnipotentia [List o Boží všemohoucnosti] inspiroval argentinského spisovatele J. L. Borgese k napsání povídky Druhá smrt ze sbírky Alef. Přímo v povídce cituje autor Damianiho názor, „že je v moci Boží učinit, aby se nebylo stalo to, co se kdysi stalo",[43] a aplikuje ho na vyprávěný příběh.

#### Vydání světcových spisů
- Opera Omnia. In: J. P. Migne, ed. Patrologia latina. 1. část ve svazku 144 Dostupné online; 2. část ve svazku 145 Dostupné online

#### Sekundární literatura
- COPLESTON, Frederick Charles. Dějiny filosofie. II., Od Augustina ke Scotovi. Překlad Jana Odehnalová. Vydání první. Olomouc: Refugium Velehrad-Roma, s.r.o., 2016. 790 stran. ISBN 978-80-7412-251-4. S. 195–196, 483.
- KUŤÁKOVÁ, Eva a kol. Slovník latinských spisovatelů. Vyd. 1. Praha: Odeon, 1984. 718 s. cnb000024629. [Heslo „Petrus Damiani" je na str. 475; autorka Anežka Vidmanová.]
- LIBERA, Alain de. Středověká filosofie: byzantská, islámská, židovská a latinská filosofie. Překlad Martin Pokorný. 1. vyd. Praha: OIKOYMENH, 2001. 551 s. ISBN 80-7298-026-2. S. 284–286.
- OTISK, MAREK. Aristoteles christianus. Peripatetická tradice v latinském myšlení 10. a 11. století. Ostrava: Montanex, 2008. 218 s. ISBN 978-80-7225-267-1.
- Ottův slovník naučný: illustrovaná encyklopaedie obecných vědomostí. 6. díl. V Praze: J. Otto, 1893. 956 s. cnb000277218. [Heslo „Damiani" je na straně 921–922; autor František Drtina.] Dostupné online
- SCHAUBER, Vera; SCHINDLER, Hanns Michael. Rok se svatými. 2. vyd. Kostelní Vydří: Karmelitánské nakladatelství, 1997. 702 s. ISBN 80-7192-304-4.
- STEJSKAL, Jan. Řecké dědictví na západě: monasticismus, misie a střední Evropa ve středověku. Vyd. 1. České Budějovice: Veduta, 2011. 223 s. ISBN 978-80-86829-72-2. [Kapitola „Petr Damiani" je na str. 50–56.]